# Szlak Jagielloński
Szlak Jagielloński, Trakt krakowsko-wileński (łac. Via Jagellonica) – w latach 1386–1611 średniowieczny szlak handlowy łączący stolice państwa polsko-litewskiego – Kraków i Wilno przez Lublin. Jest jedną z odnóg szlaku Via Regia.

## Historia
Początki szlaku wiążą się z rokiem 1386, kiedy to wielki książę litewski Jagiełło przybył do Lublina, a stamtąd wyruszył do Krakowa, gdzie został koronowany na króla Polski. Odtąd trasę Kraków – Lublin – Wilno często przemierzały orszaki królewskie.

## Przebieg traktu
Analiza źródeł historycznych pozwala odtworzyć trakt Kraków-Wilno wiodący przez Sandomierz, Lublin i Brześć Litewski: Kraków, dawna Mogiła, Igołomia, Wawrzeńczyce, Nowe Brzesko, Koszyce, Opatowiec, Nowy Korczyn, Świniary, Pacanów, Połaniec, Osiek, Koprzywnica, Sandomierz, Zawichost, Dzierzkowice, Urzędów, Bełżyce, dawne Zemborzyce, Lublin, Kijany, Kolechowice, Ostrów Lubelski, Parczew, Polubicze, zamiennie Wisznice, Rossosz, Łomazy, Piszczac, Brześć, Kamieniec Litewski, Szereszewo, Nowy Dwór, Porozowo, Wołkowysk, Pieski, Mosty, Szczuczyn, Wasiliszki, Raduń, Ejszyszki, Rudniki, Wilno.
Druga trasa krakowsko-wileńską wiodła przez Wiślicę, Lublin oraz Grodno: Kraków, Kocmyrzów, Luborzyca, Proszowice, Chruszczyna, Podolany, Wiślica, Stopnica, Szydłów, Opatów, Zawichost, Dzierzkowice, Urzędów, Bełżyce, Lublin, Kamionka, Kock, Radzyń Podlaski, Międzyrzec Podlaski, Mielnik, Bielsk Podlaski, Narew, Krynki, Grodno, Merecz, Przełaje, Orany, Olkieniki, Rudniki, Wilno.